# Ornella Ferrara
Ornella Ferrara, född den 17 april 1968 i Limbiate, är en italiensk friidrottare som tävlar i maraton.
Ferraras främsta merit är hennes bronsmedalj i maraton vid VM 1995. Vid VM 1997 slutade hon på femte plats. Hon deltog vid Olympiska sommarspelen 2000 och slutade då på plats 18. Vid VM 2001 slutade hon på plats 14.

## Personliga rekord
- Maraton - 2:27.47 från 2004